# Спин Доктърс
Spin Doctors или „Спин докторс“ e рок група от Ню Йорк, САЩ.
Позната е най-вече с хитовете ѝ от 1992 г. „Two Princes“ и „Little Miss Can't Be Wrong“. Албумът, в който са включени тези песни – Pocket Full of Kryptonite, не се продавал добре, докато MTV и радиото не започнали да пускат песните. Албумът станал златен, като само в САЩ са продадени 5 милиона копия.
Членове на групата са Крис Барън (вокал), Ерик Ченкмън (китара и вокал), Аарон Комес (ударни инструменти) и Марк Уайт (бас).

## Дискография
- Up for Grabs...Live (1991)
- Pocket Full of Kryptonite (1991)
- Homebelly Groove...Live (1992)
- Turn It Upside Down (1994)
- You've Got to Believe in Something (1996)
- Here Comes the Bride (1999)
- Nice Talking to Me (2005)

### Компилации
- Just Go Ahead Now: A Retrospective (2000)